# 上石津ミサンザイ古墳

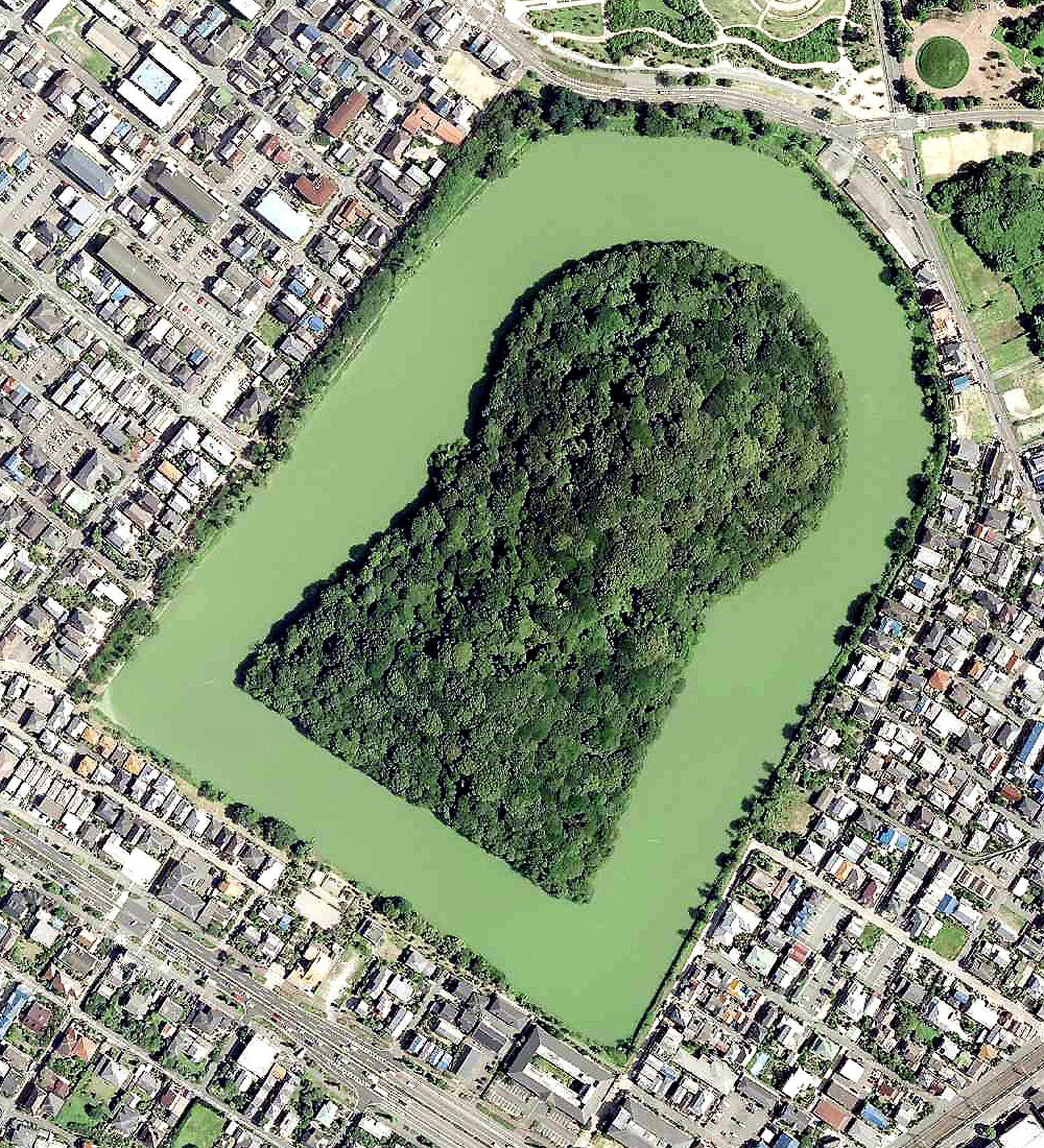
上石津ミサンザイ古墳の空中写真（2007年）

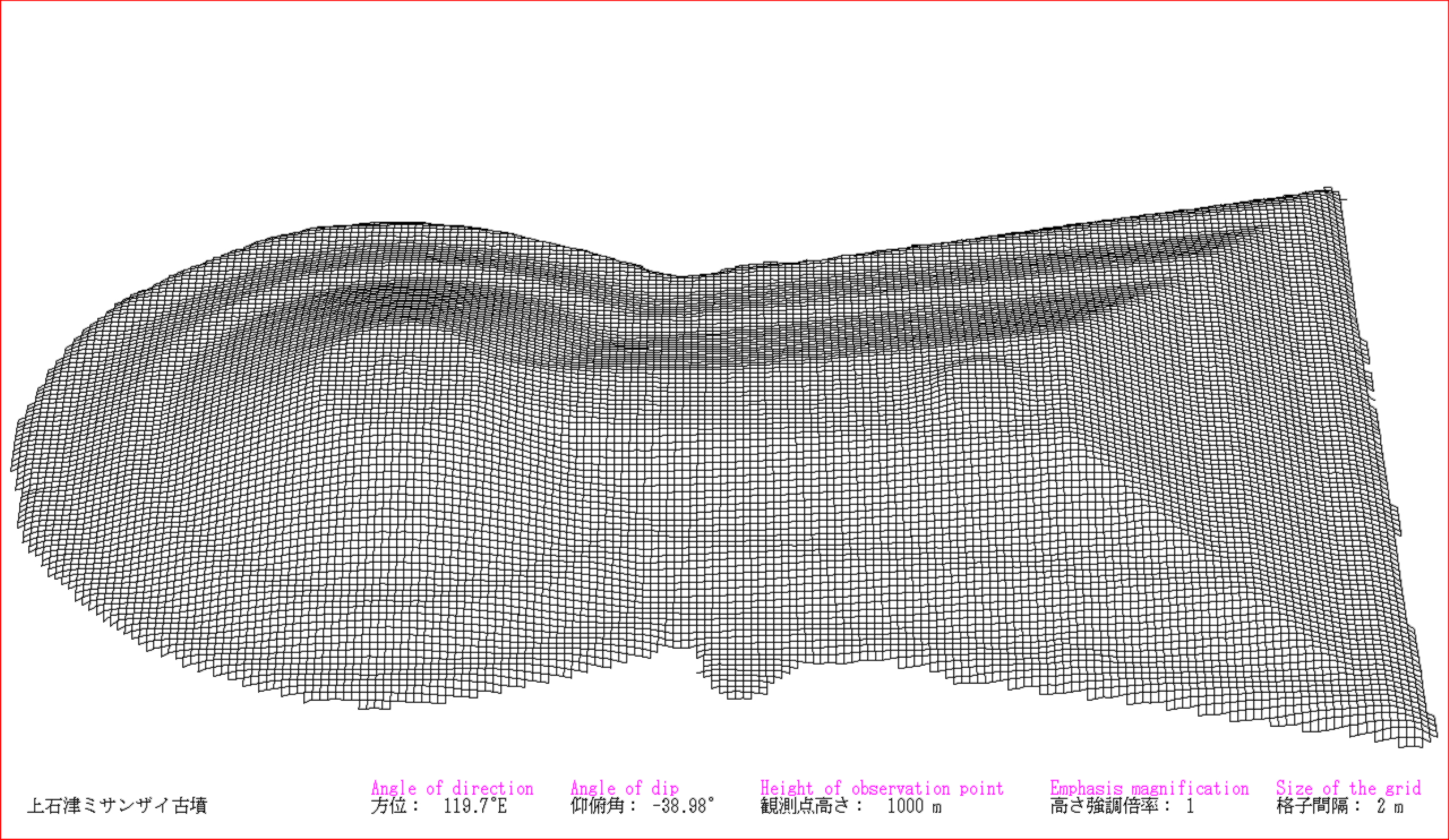
上石津ミサンザイ古墳の3DCG描画

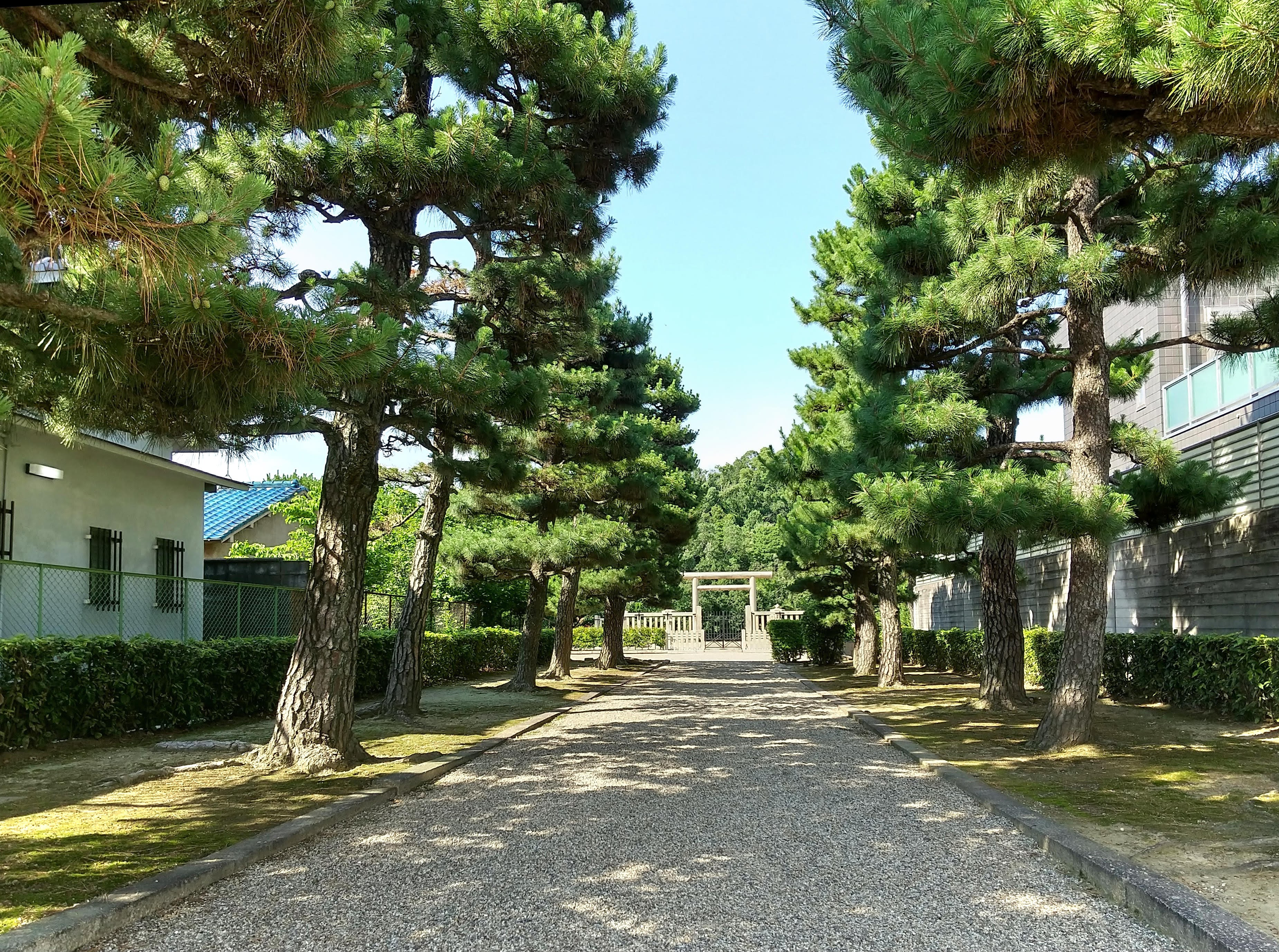
履中天皇百舌鳥耳原南陵 拝所への参道

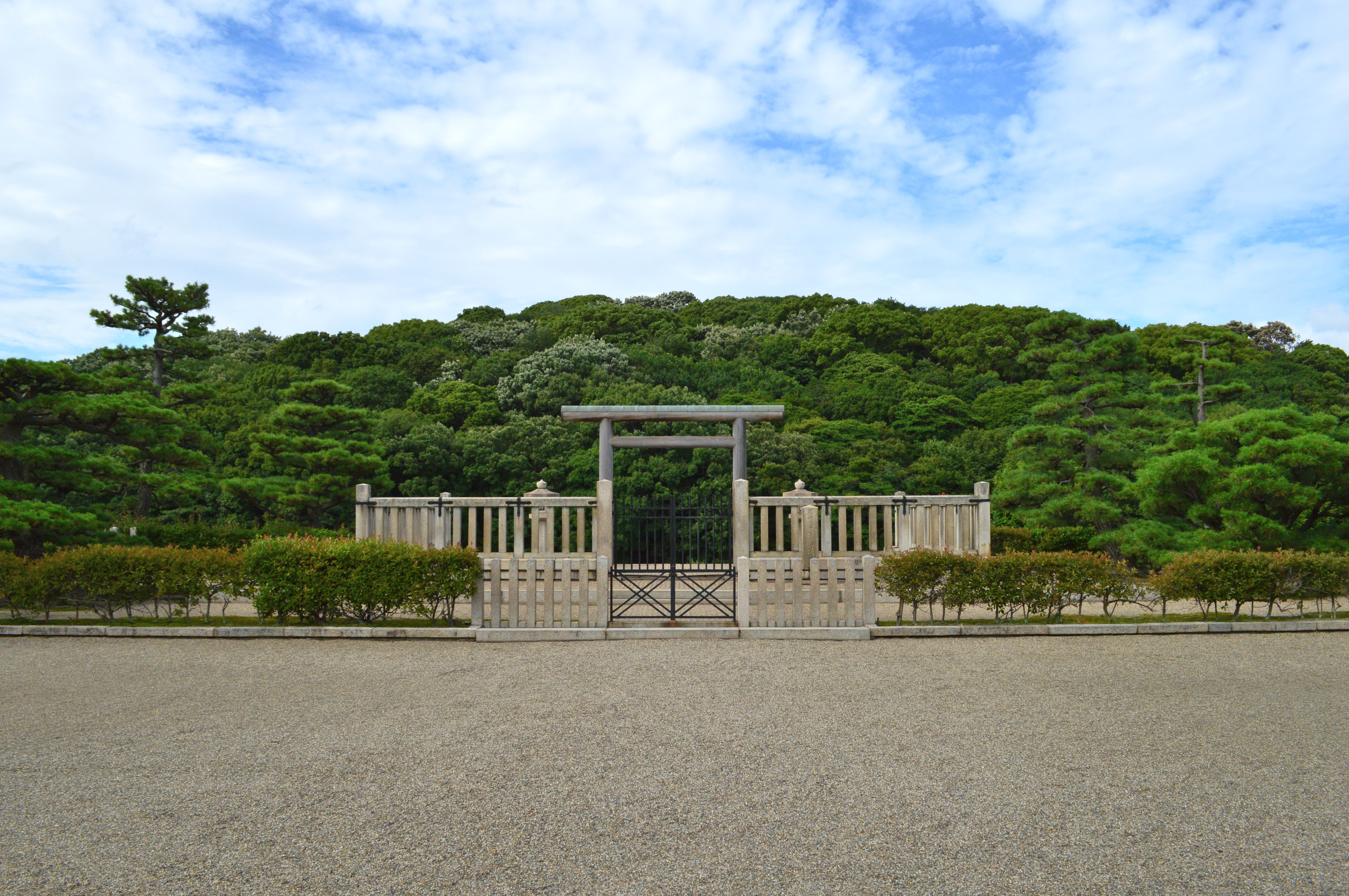
履中天皇百舌鳥耳原南陵 拝所

上石津ミサンザイ古墳（かみいしづみさんざいこふん）は、大阪府堺市西区石津ヶ丘にあり百舌鳥古墳群の南部に位置する前方後円墳で、百舌鳥古墳群を構成する古墳の1つである。実際の被葬者は明らかでないが、宮内庁により「百舌鳥耳原南陵（もずのみみはらのみなみのみささぎ）」として第17代履中天皇の陵に治定されている。世界遺産「百舌鳥・古市古墳群」に、構成資産の一部として登録されている。
名称は「石津ヶ丘古墳（いしづがおかこふん）」や「百舌鳥陵山古墳（もずみささぎやまこふん）」とも呼ばれている。

## 概要
名称の「ミサンザイ」は「ミササギ（陵）」の転訛したものと考えられている。江戸時代の絵図等では「履中天皇陵」の表記が見られる。上石津は堺市編入以前の泉北郡神石村の大字で、現在の堺区石津町が集落の中心であるが、当古墳だけ西区となっている。
百舌鳥古墳群の南西部に位置する前方後円墳古墳で、大阪湾からの眺望を意識し、場所の選定と墳丘の方向が決めたと考えられ、標高15 - 22mの台地の西縁部に、海からよく見えるように、かつての海岸線と墳丘主軸線を平行させるように、前方部を南に向けて造られている。宮内庁により、履中天皇の陵墓に比定され、墳丘、濠、堤は宮内庁が管理している。墳丘は3段筑成で、墳丘長365メートル、後円部直径205メートル、高さ27.6メートル、前方部幅 235メートル、高さ25.3メートルで、墳丘長が大仙陵古墳（仁徳天皇陵古墳・大阪府堺市）、誉田御廟山古墳（応神天皇陵古墳・大阪府羽曳野市）に次ぐ、全国第3位の規模を誇る巨大古墳である。墳丘両側くびれに部に造り出しを有するが、東側の造り出しは崩壊が進み縮小しているため、濠の水位が下がった時のみに確認できる。近年の航空レーザー測量で、後円部の頂上と前方部の頂上には、独立した円形の土壇（円丘）が築かれており、前方部頂上の円形の土壇は斜面に沿って２段に築かれ、他に例を見ないものである。また、２段の土壇内には埋葬施設が存在するものと推測される。後円部の埋葬施設や構造、副葬品はわかっていない。
墳丘周囲には盾形の周濠があり、前方部前面で濠幅が約62メートル、後円部背面で約70メートルの幅の広い濠である。西側の濠には大規模な盛土による提が築かれている。現在の周濠は一重だが、調査により、幅11 - 25m、深さ0.6 - 1.3m程の外濠が全周していたことが明らかになっており、土の状況などから水のない空濠だったと推定されている。
1986年（昭和61年）に、後円部頂上あたりから埴輪が盗掘にあったが、それらは全て回収されている。回収された埴輪は、蓋型、家型、靭形などの多量の形象埴輪だが、なかでも、矢を収納する靫を模した靭形埴輪は、欠けた部分が多いが、高さ1.4メートル、最大幅1.1メートル程の、超大型埴輪であった。本古墳の墳丘や埴輪などから、大仙陵古墳（仁徳天皇陵）よりも早い5世紀初頭に築造されたと考えられている。また、江戸時代の記録では、後円部中央に大きなくぼみがあったといわれていることから、すでに埋葬施設は盗掘を受けている可能性がある。
外濠の周囲に位置する陪塚は、七観山古墳、七観音古墳、寺山南山古墳、石塚古墳、狐塚古墳など10基前後あったとされるが、現在は七観音古墳・寺山南山古墳の2基のみが残るだけである。かつて存在した七観山古墳からは多量の副葬品が出土し、副葬品を埋納するための陪塚の可能性がある。七観山古墳、寺山南山古墳も本古墳と同時期に作られたと考えられている。また、陪塚の可能性は低いが、前方部南東のJR阪和線上野芝駅付近に、かつて、ド塚（堂塚、ど塚、外塚、胴塚ともよばれていた）があったが、墳丘長が90メートル前後で、前方部を西に向ける前方後円墳が存在した。

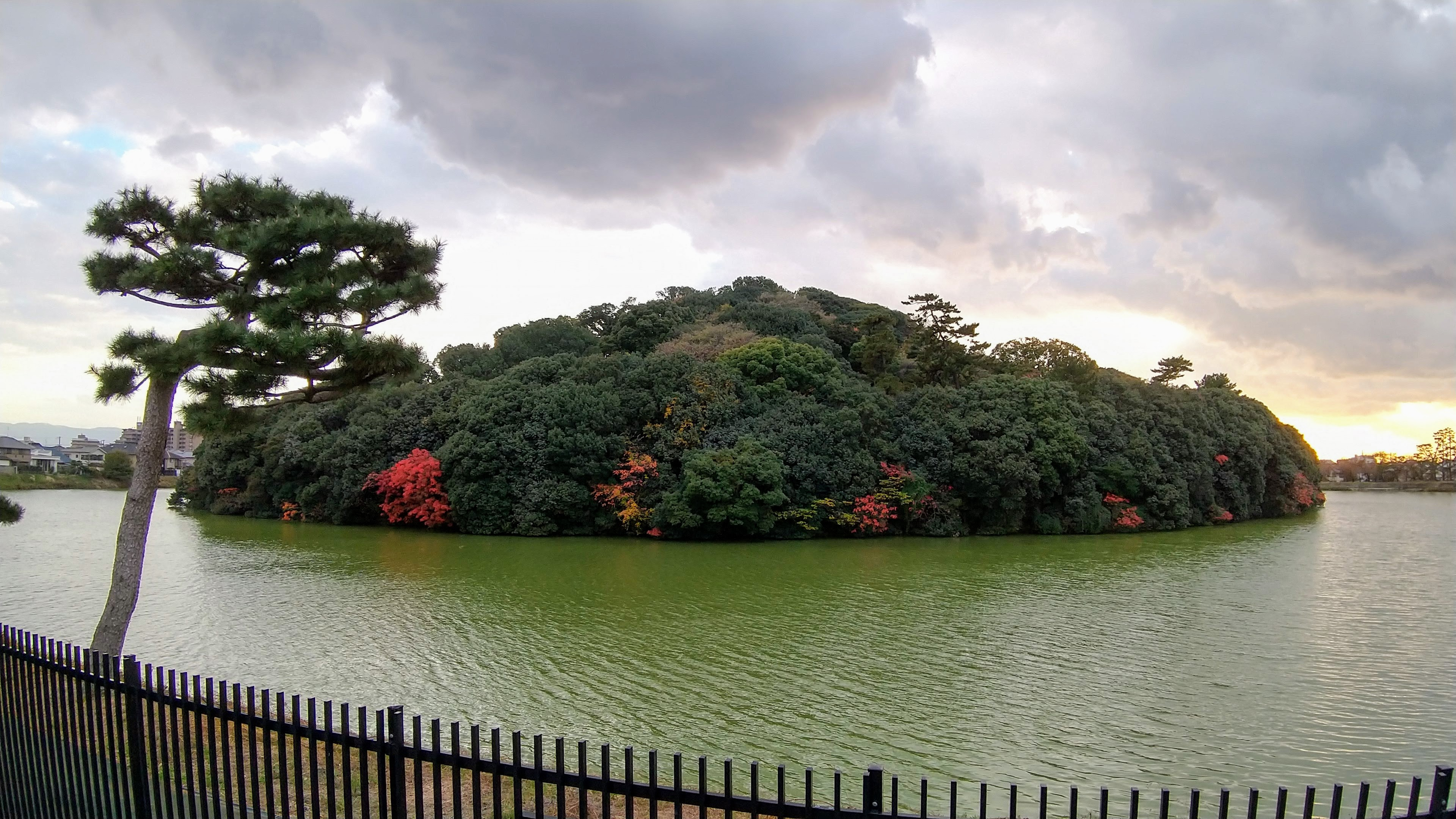
墳丘主軸線辺りからみた後円部
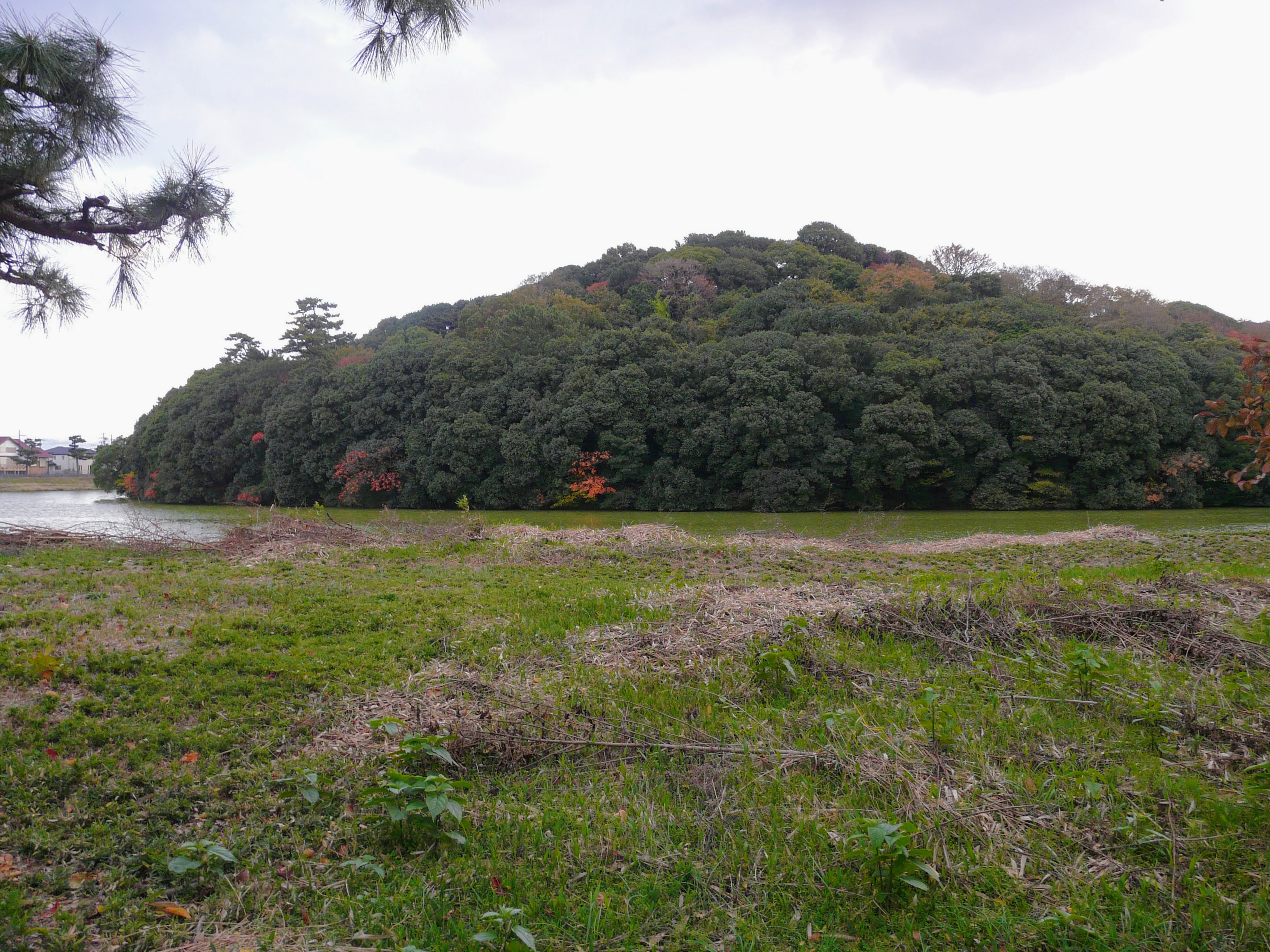
西側側方から見た後円部
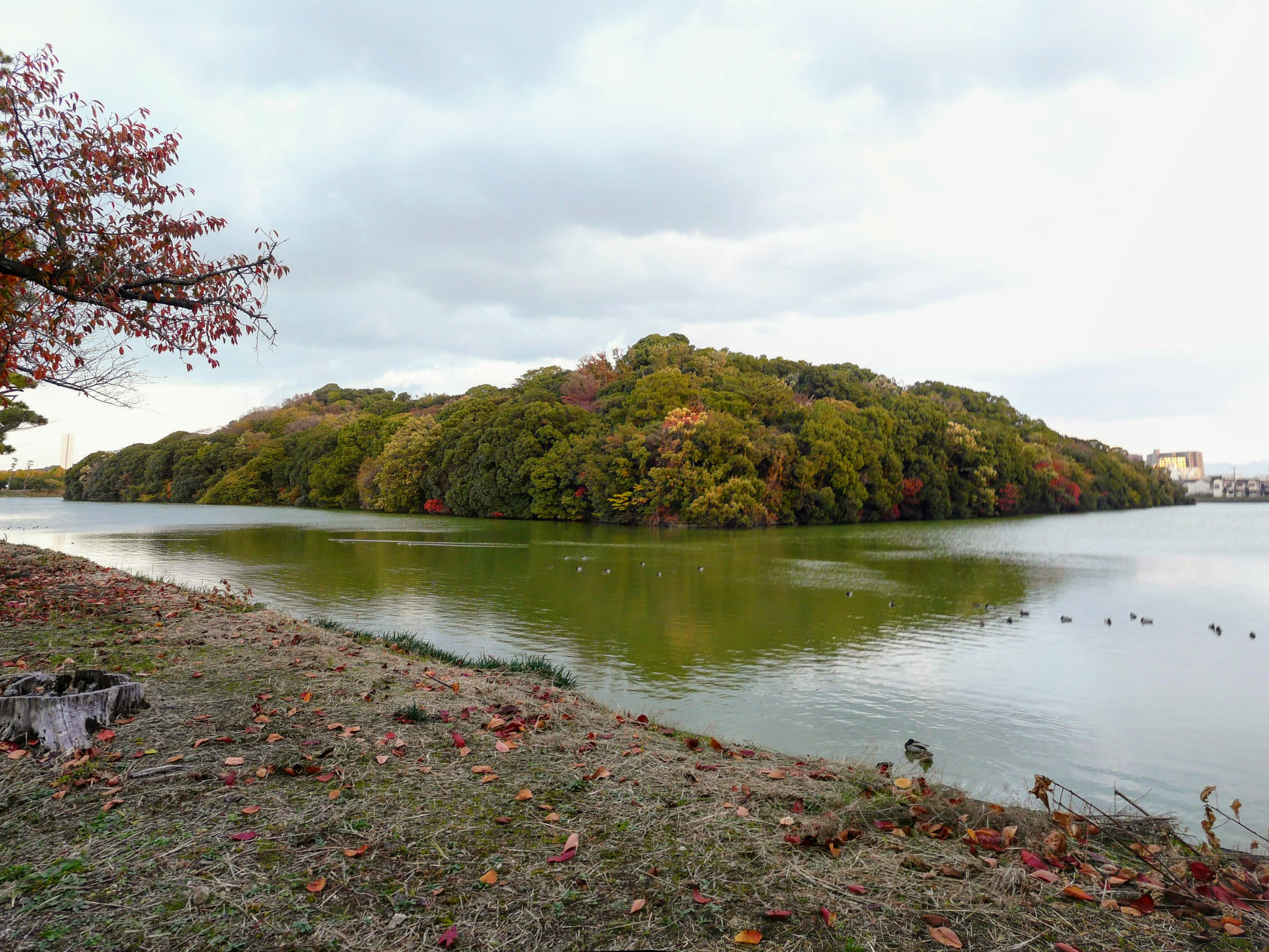
前方部西側隅から見た全景
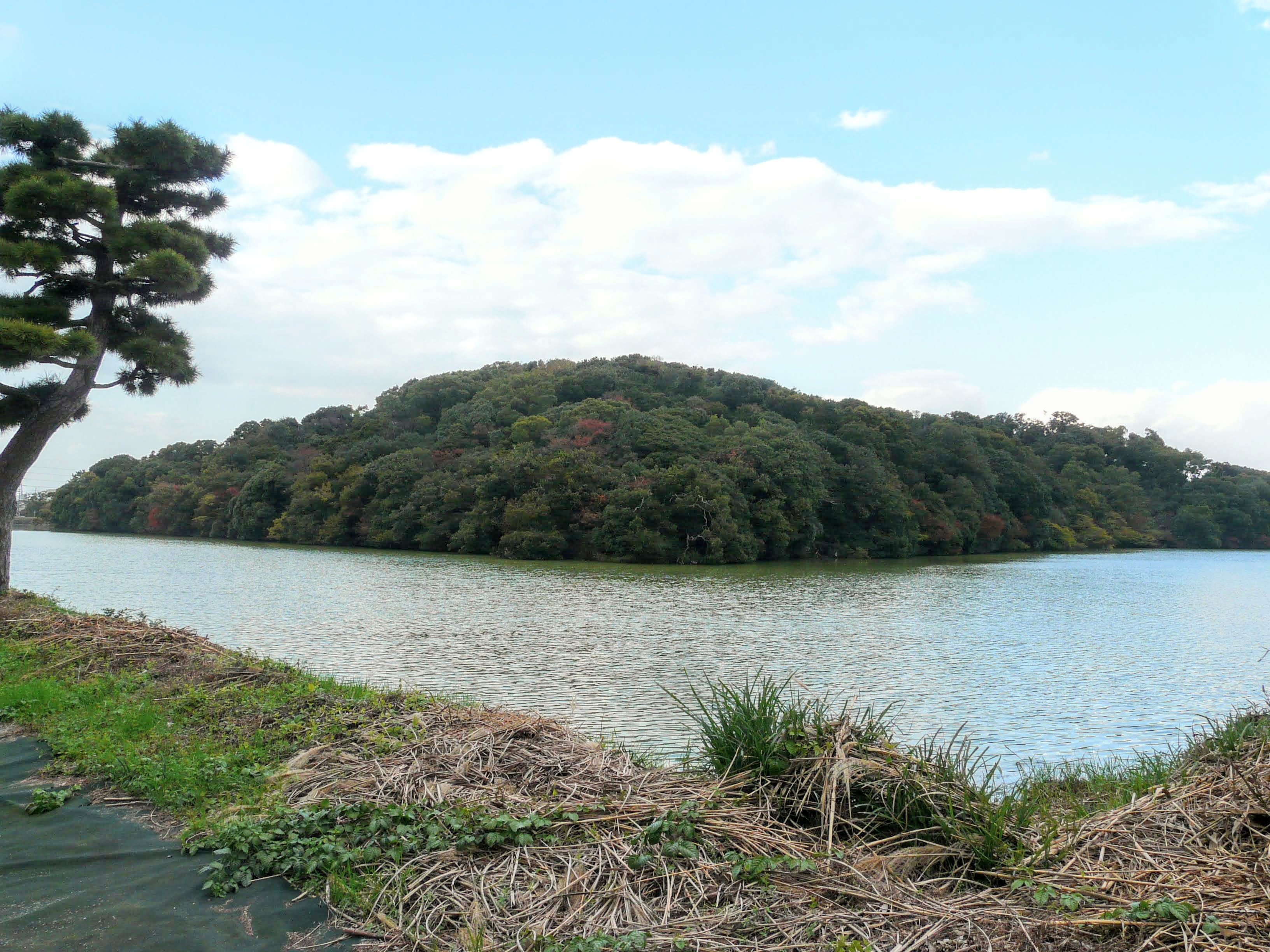
前方部東側隅から見た全景
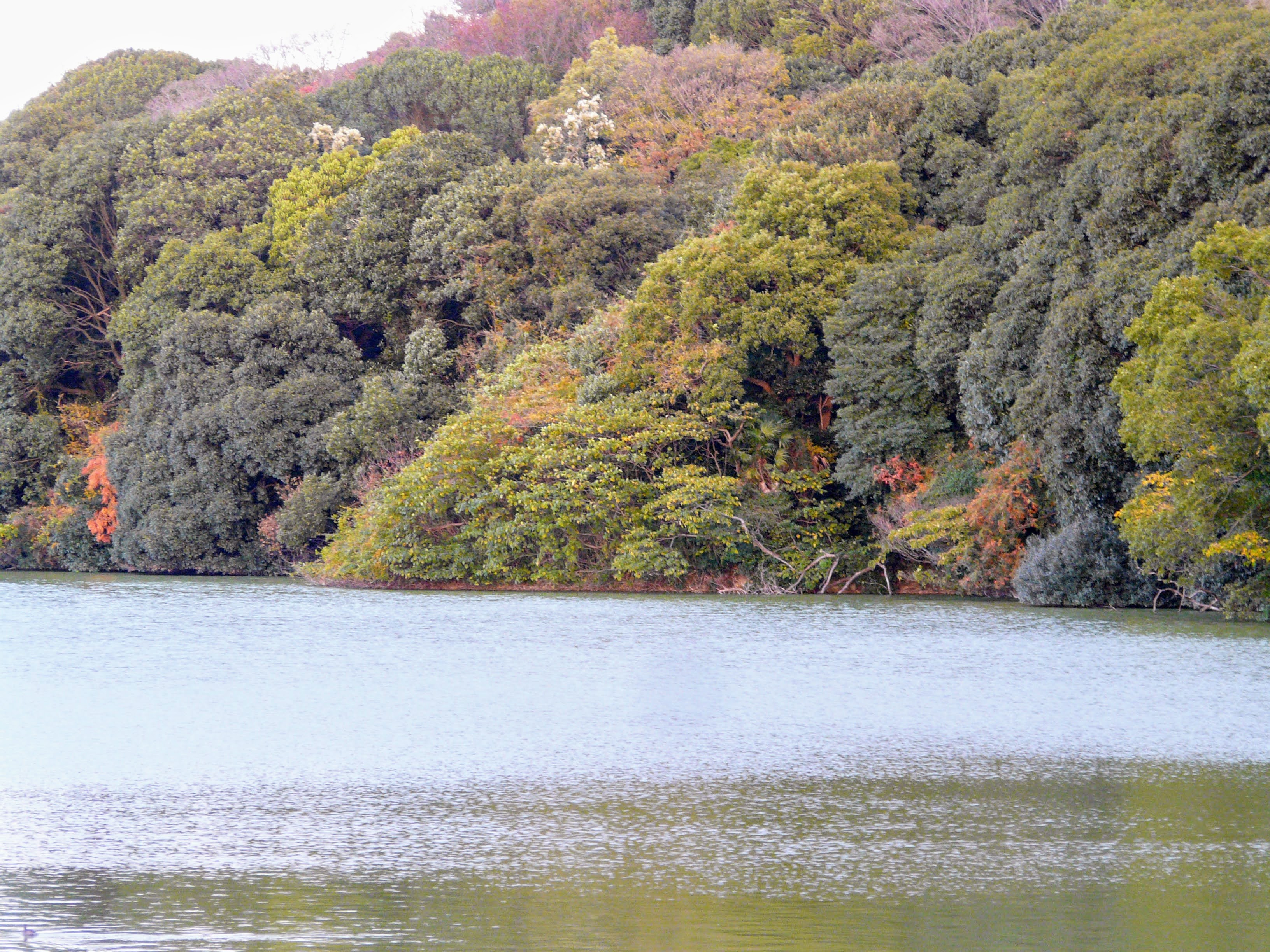
西側のくびれ部に造り出しが確認できる。
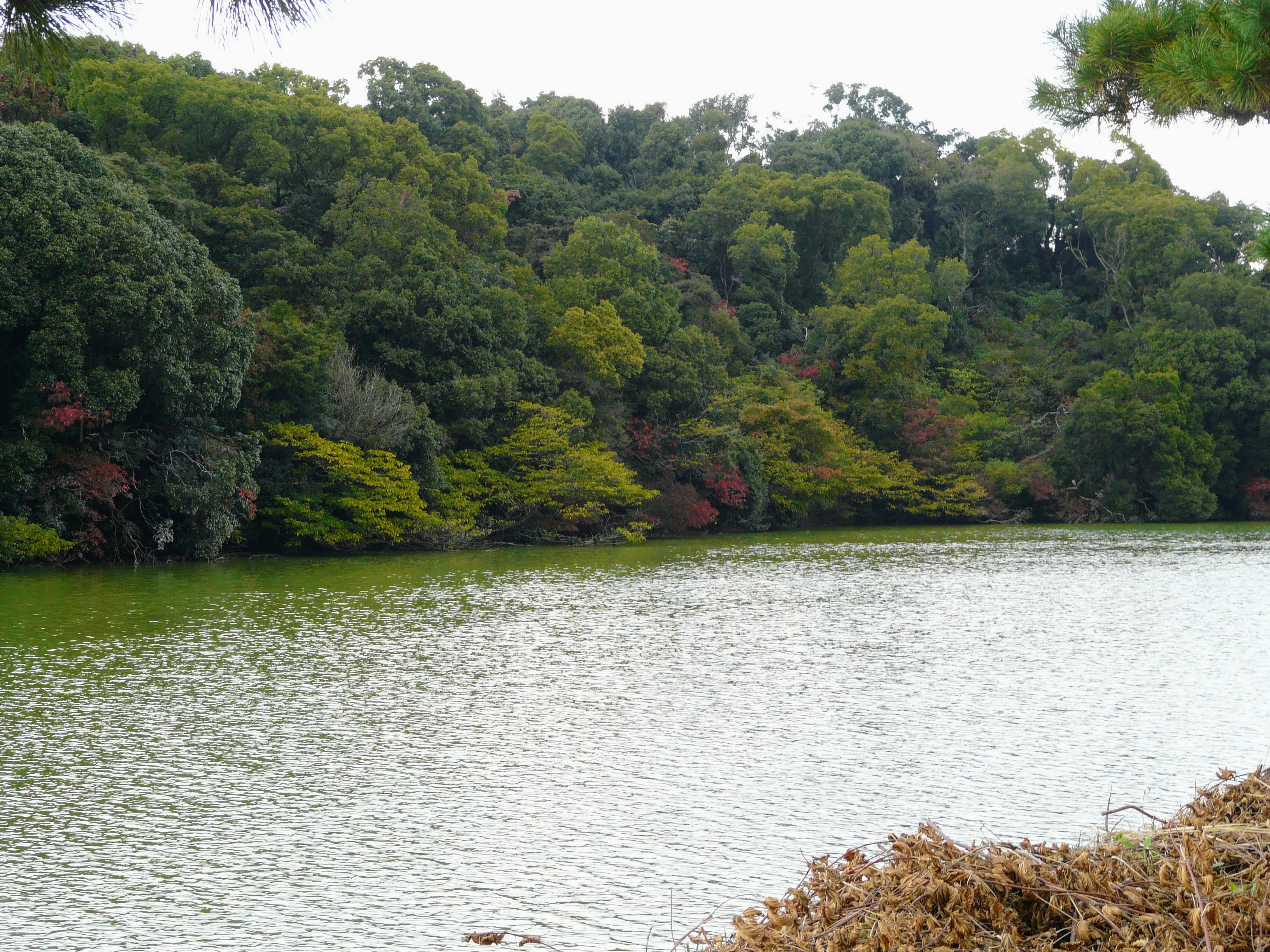
東側のくびれ部に造り出しが確認できない。

## 規模
古墳の規模は次の通り。
- 墳丘長：365メートル
- 後円部 - 3段築成。
  - 直径：205メートル
  - 高さ：27.6メートル
- 前方部 - 3段築成。
  - 幅：235メートル
  - 高さ：25.3メートル

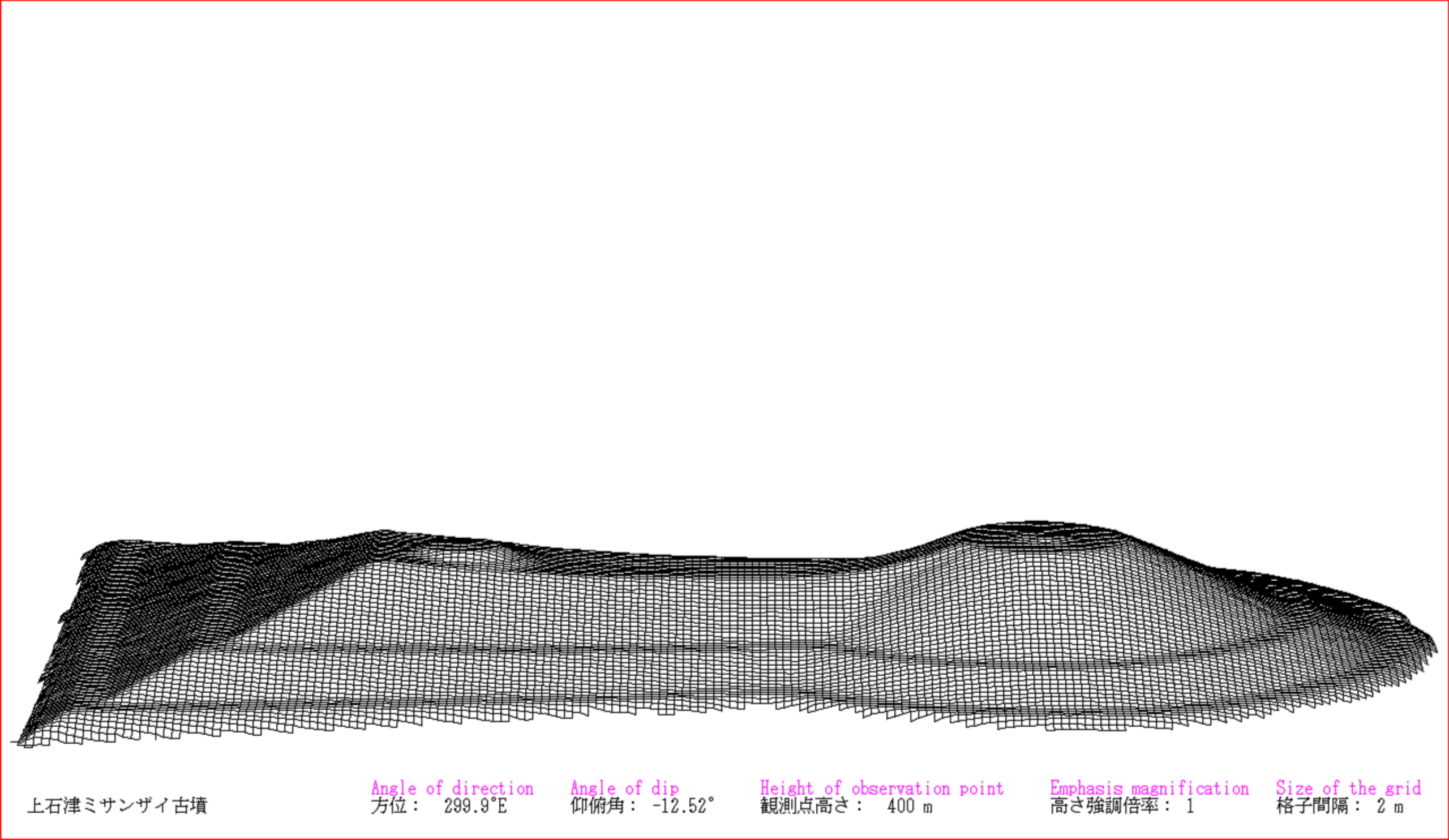
3DCGで描画。南東側から見る
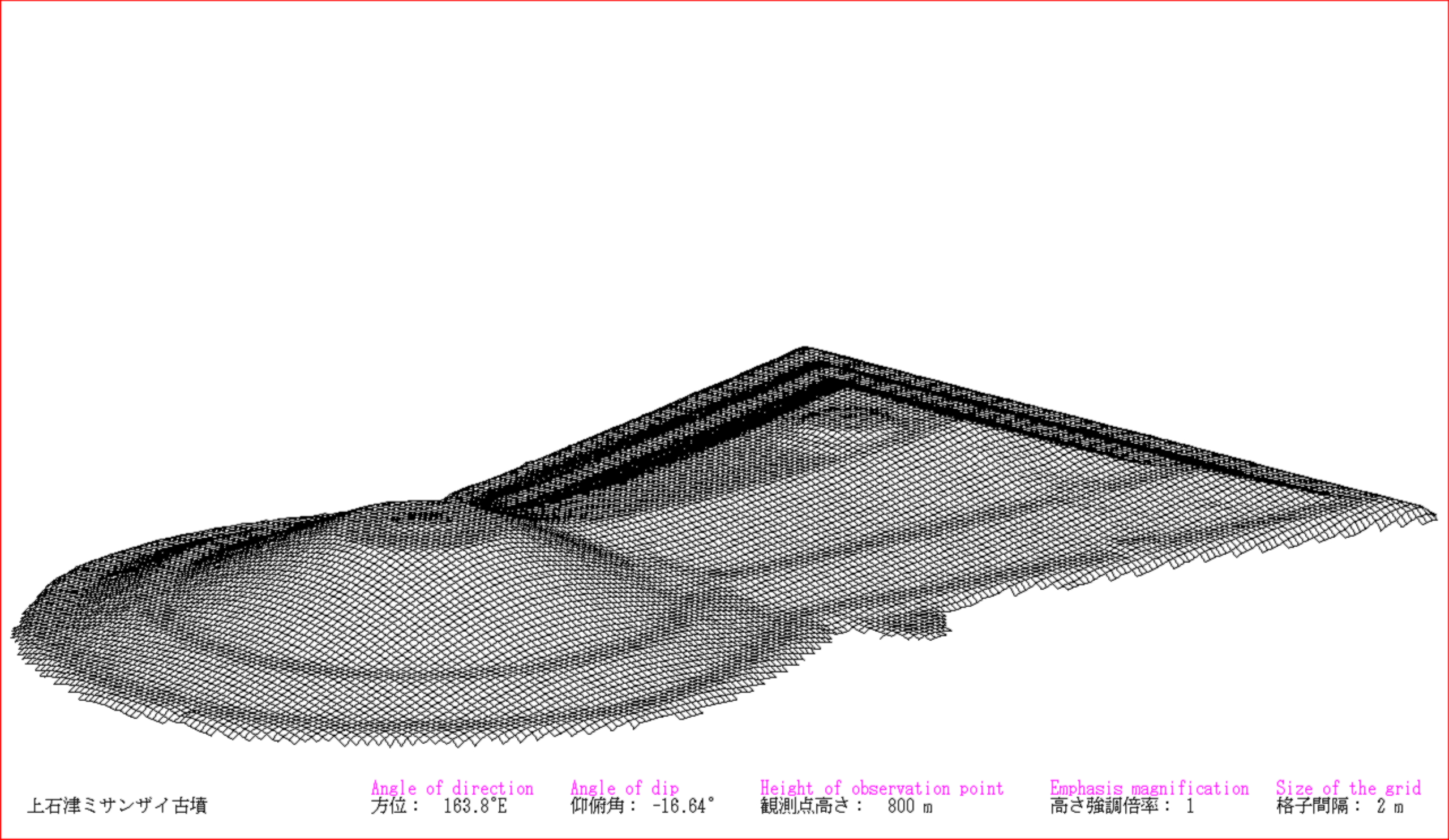
3DCGで描画。北側から見る
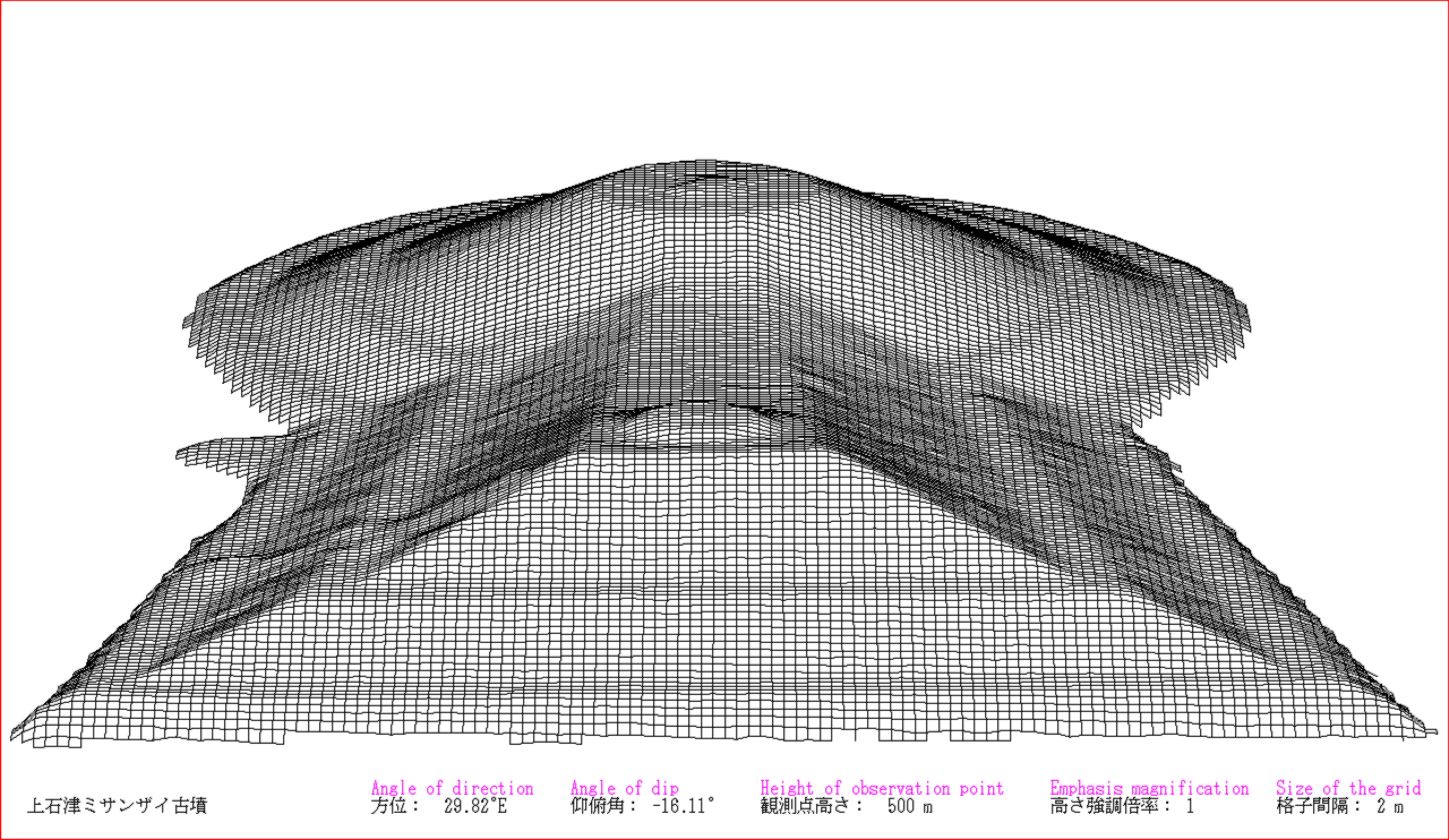
3DCGで描画。前方部正面から見る
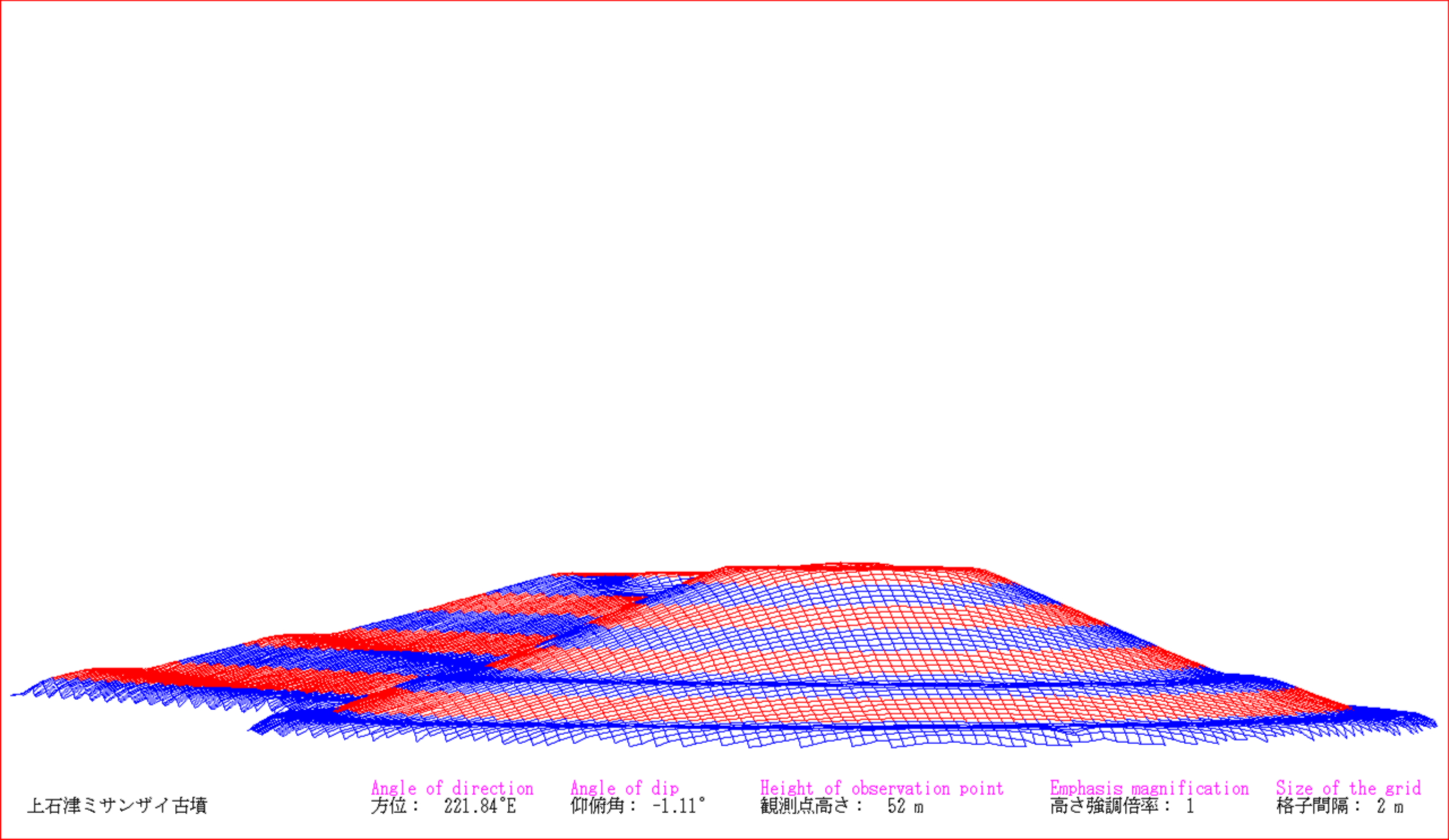
3DCGで描画。後円部方向から見る
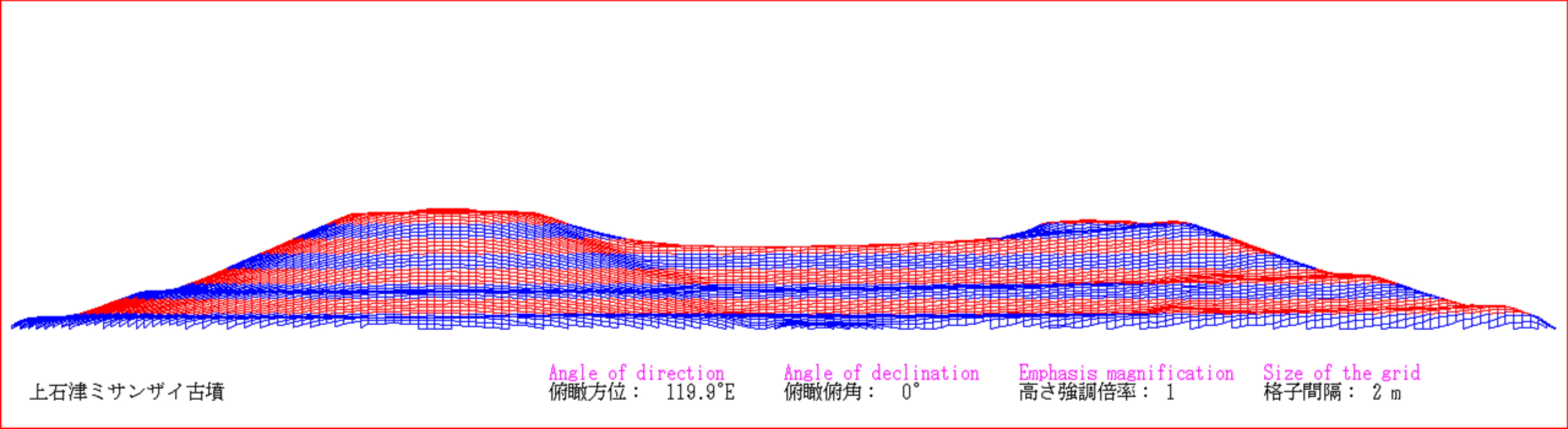
3DCGで描画。真横から見る

## 調査概要
外濠の存在については、1926年（大正15年）帝室林野局作成の陵墓図によると、前方部西側、前方部南側の拝所付近、後円部北東側に周濠に沿って延びる田んぼの畦が存在したことから、事前に推測されていた。また、後円部西側に南北に長い長方形の池が築かれていたが、外濠を改変した可能性が指摘されていた。
宮内庁の管理外の地域では、第1種住居専用地域と風致地区に指定されており、建築規制により大規模開発が制限されていたこともあり、面的な発掘調査は実施されていないが、建設工事の前の範囲確認調査、工事立ち合い調査、下水道敷設工事の立ち合い調査などにより、外濠の状況が判明しつつある。
1988年（昭和63年）から2004年（平成16年）における調査
- 古墳東側 - 下水道管敷設工事立ち合い、住宅建設地工事前に実施された範囲確認調査により、外濠の位置と規模が、ほぼ判明した[7]。
  - 1994年（平成6年）下水道管敷設工事立ち合い[12]。
    - 道路地盤直下で地山を、また南北に連なる落ち込みを検出し、外濠に相当すると考えられた。その位置は、陵墓地形図に現れる畦とほぼ重なる地点であった。外濠の幅は、11メートル程度で、深さは0.9 - 1.3メートル前後であった。堆積層は、水平に堆積する粘土質・粘土層が主体だが、帯水層は認められなかった[7]。

  - 2000年（平成12年）・2003年（平成15年）住宅建設地の範囲確認調査[12]。
    - 外濠が確認され、形状はいずれの地点でも底面が平坦で、粘土層が検出された。内肩斜面が緩やかな段を形成しながら、2段落ちとなっていた。葺石や円筒埴輪などは出土しなかった[7]。
- 外濠東南の角 - 1990年（平成2年）病院改築工事前に実施された範囲確認調査[12]。
  - 外濠の位置の特定ができなかった。病院建築時に撹乱されたのが原因と考えられた[7]。
- 前方部東方の堤 - 1994年（平成6年）下水道管敷設工事立ち合い[12]。
  - 地山上に盛土を確認したが、遺物が含まれず、どの時期の盛土か不明だが、内提の構築層の可能性が高いと考えられた[7]。
- 前方部前面 - 1988年（昭和63年）民間開発地での範囲確認調査、1994年（平成6年）下水道管敷設工事立ち合い[12]。
  - 外濠に相当する遺構を検出し、深さは1.2- 1.4メートルたが、斜面部を検出していないために濠幅は確定できなかった。陵墓地形図の畦からは、幅18メートル前後と推測された[7]。
- 前方部西側 - 1994年（平成6年）下水道管敷設工事立ち合い[12]。
  - 外濠は検出できなかった。東側、南側と比して不明点が多く、陵墓地形図では、前方部西部に南北に延びる幅24メートル程度で、周囲より1段低いたが描かれており、これが外濠に相当すると推測できるが、古墳西側の住宅地の道路造成では、切り土することで造られていることに矛盾する[13]。
- 外濠の南西の角付近 - 1994年（平成6年）下水道管敷設工事立ち合い[14]。
  - 幅17メートルの落ち込みを確認したが、堆積層が比較的近年の物と考えられたが、陵墓地形図によると、外濠を反映していると思われる1段低い田の中に、東西に長い短冊状の池が存在しており、この池を検出した可能性も考えられた[15]。
- 外濠の南西の角付近 - 2004年（平成16年）上記より少し北側で住宅建設に伴う範囲確認調査を実施[14]。
  - 地山層に盛土の痕跡があったが、外濠の埋め戻しで大規模な盛土造成があったと考えられた[15]。
- 前方部西側 - 1978年（昭和53年）、1982年（昭和57年）、1993年（平成5年）民間開発地範囲確認調査、1994年（平成6年）下水道管敷設工事立ち合い[14]。
  - 外濠の痕跡が認められなかった。内提上の可能性があるが痕跡が認められない[15]。
- 後円部西部 - 2002年（平成14年）個人宅範囲確認調査[14]。
  - 内提側から外濠方向へ落ちこむ地山を検出するが、外濠想定ラインから東へ外れているため、陵墓地形図の池の地形変化の可能性が高いと考えられた[16]。
- 後円部背面 - 2001年（平成13年）大仙公園の拡幅工事前の範囲確認調査[17]。
  - 各所で外濠を検出した。
    - 後円部北側 - 七観山古墳と本古墳内堀との間に幅12メートル、深さ0.6メートルの外濠を検出。葺石などの礫、遺物は認められず。常時帯水の痕跡もなかった[18]。
    - 後円部北東側 - 地山が幅12.6メートル、50センチメートル程度の落ち込みがあり外濠の痕跡と考えられるが、すぐ隣の調査地点では、削平のためか確認できなかった[18]。
    - 後円部北東 - 寺山南山古墳との本古墳内堀の間で、外濠を確認できなかったが、外濠想定ラインが隣接しており、寺山南山古墳の周濠と当古墳の外濠が共有していた可能性が考えている[18]。

これらの範囲確認調査や工事立ち合いにより、外濠に関する多くの所見が得られ、外濠は本古墳の周囲を完周していたことが、ほぼ確定した。古墳東側で幅11メートル程度、北側で幅12メートル程度、南側で陵墓地形図の田の畦により、幅18メートル程度、西側で陵墓地形図の1段低い田より幅24メートル程度と推測復元できた。前方部南東隅で深さが非常に浅くなる可能性があり、後円部西側では、かつての池の存在があり、旧状が明らかにならなかったため、今後の検討課題となった。
外濠の底面は、ほぼ平坦になるように掘削され、一部の斜面では、落ち込みが2段となっている可能性があった。東側の外濠では、粘質土の堆積があったが、それが築造時に帯水していた状況を示しているのかどうかは、今後の検討課題となった。葺石に用いられる礫が全く出土せず、底面からも埴輪が出土しなかったが、元来、これらが外濠に付随していなかった可能性がある。念入りな底さらえが出来ていない可能性もあるが、他の古墳においては少量でも礫や埴輪の出土が報告されている。現状では、外濠の外提と内提に埴輪が置かれていなかったと考えるのが妥当であるが、結論は今後の調査の検討課題となった。
これらの調査所見により、外濠の規模は、墳丘主軸上の南北の長さは605メートル、前方部側の東西最大幅は490メートルの盾形の外濠であると推測復元できた。
2008年（平成20年度）国庫補助事業における範囲確認発掘調査
- 古墳西側の内提に沿うようにある緑ヶ丘公園と、これに接する市営住宅跡地において、内提と外提の残存状況を把握することを目的とし、発掘作業が可能な5箇所の調査区を設け調査が行われた[20]。
  - 1区 - 後円部端から西側側方方向の市営住宅跡地[20]。
    - 外濠の一部と外濠内堀が検出されることを目的に調査した。
      - 外濠の推定範囲と考えられる場所であったが、外濠斜面が後世に大きく削平されたため、外濠や内提の推定復元に有効となる遺物や遺構、堤盛土が検出できなかった。

  - 2区 - 1区から前方部方向へ150メートル程の後円部から、くびれへ移行する辺りの西側側方方向の公園内[20]。
    - 内提の残存状況を確認する目的で調査した。
      - 外濠推定範囲よりも内堀側の内提に相当する場所であるが、公園整備に伴う盛土、公園前面道路に敷設された工業用水道管の工事の影響で、旧状が保たれておらず、提盛土は認められなかった。

  - 3区 - 2区からさらに前方部端方向へ115メートル程のくびれから前方部への移行する辺りの西側側方方向の公園内[20]。
    - 2区同様の目的で調査した。
      - 公園整備に伴い、公園から前面道路に向け階段状に削平されていた。一部で、砂混じり粘質土が認められ、堤の盛土の可能性があると考えられたが、遺物、遺構は見つからなかった。

  - 4区 - 3区から前方部端方向へ30メートルの公園内[21]。
    - 2区同様の目的で調査した。
      - 前面道路へ向け30センチメートルほど削平され、旧耕作土と考えられる盛土が認められ、遺物、遺構は見つからなかった。

  - 5区 - 4区からさらに125メートル離れた、前方部端西隅から西側側方方向の公園内[21]。
    - 2区同様の目的で調査した。
      - 4区同様に削平されており、旧耕作土と考えられる盛土が認められ、遺物、遺構は見つからなかった。

今回の全調査区において、外濠や内提の推定復元に有効な所見を得ることができなかった。一部において、内提の盛土と思われる断面を検出しただけである。調査区は、現在公園として整備されており、かつて1区から3区の位置では、1971年の堺市史によると、長大な溜池があり、これを「陛下池」と呼ばれていたとある。また5区の位置では、陵墓地形図（宮内庁書陵部編纂）によると、公園整備前に宮内庁管理地の提際まで水田が描かれている。これらのことから、調査した緑ヶ丘公園は、宮内庁の管理地内の内提に続く隣接地ではあるが、後世の削平が顕著で、旧状の残存状況が悪いと判明した。

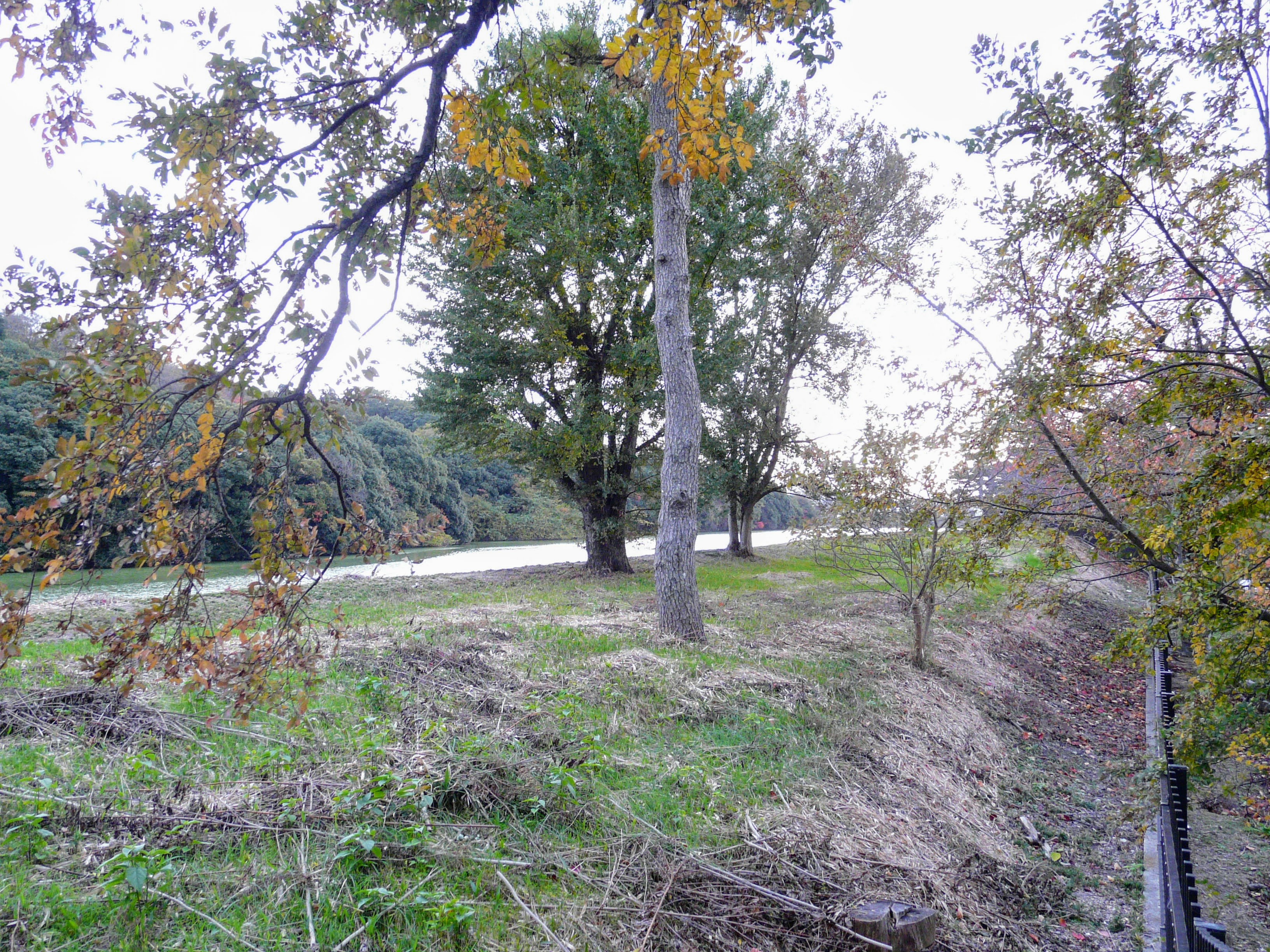
宮内庁管理地の内提（古墳西側）
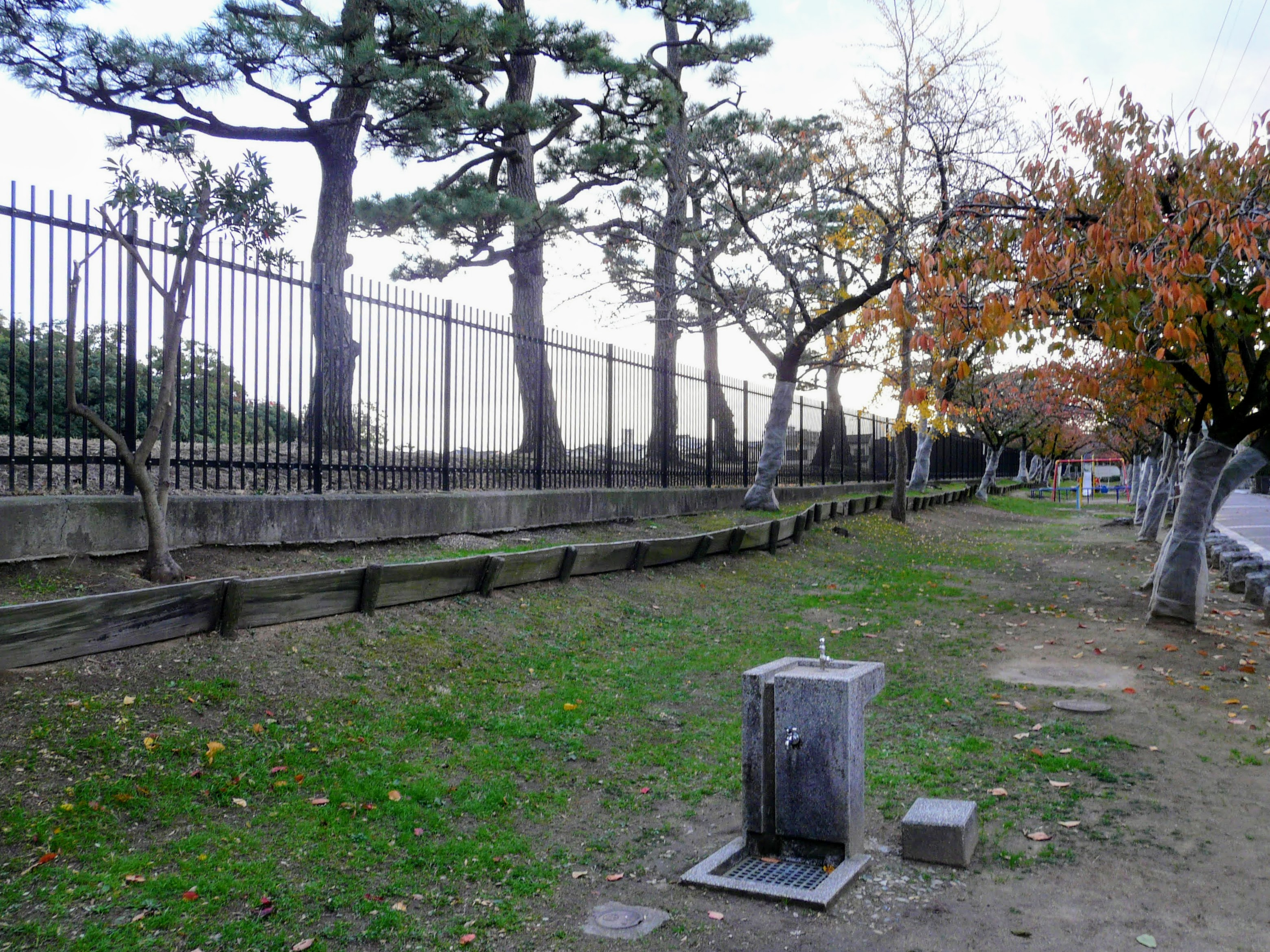
内提に沿うように整備された緑ヶ丘公園。柵の左側は宮内庁管理地の内提。
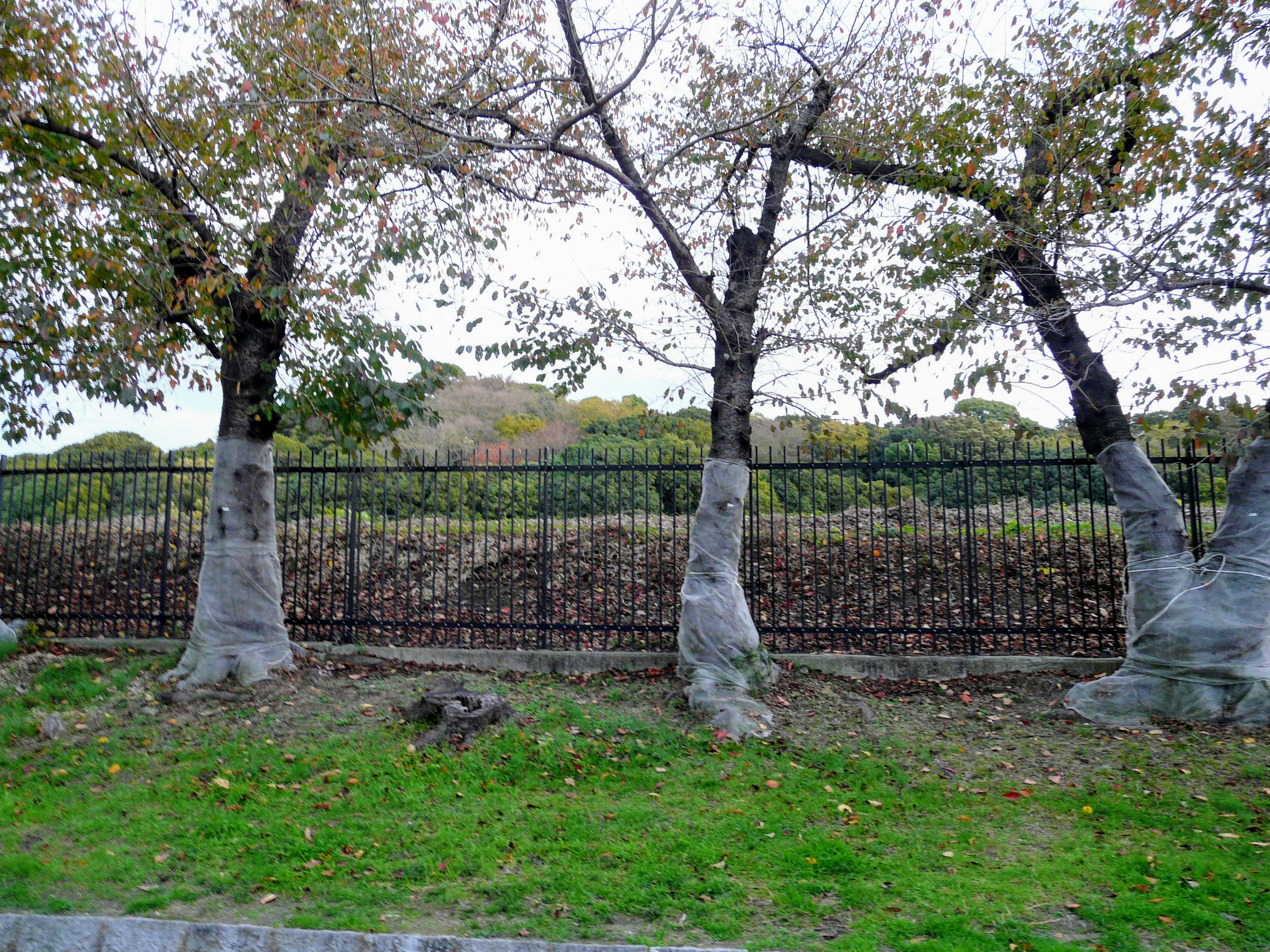
緑ヶ丘公園。柵の奥側は宮内庁管理地の内提。削平されたためか、公園部分が低くなっている。
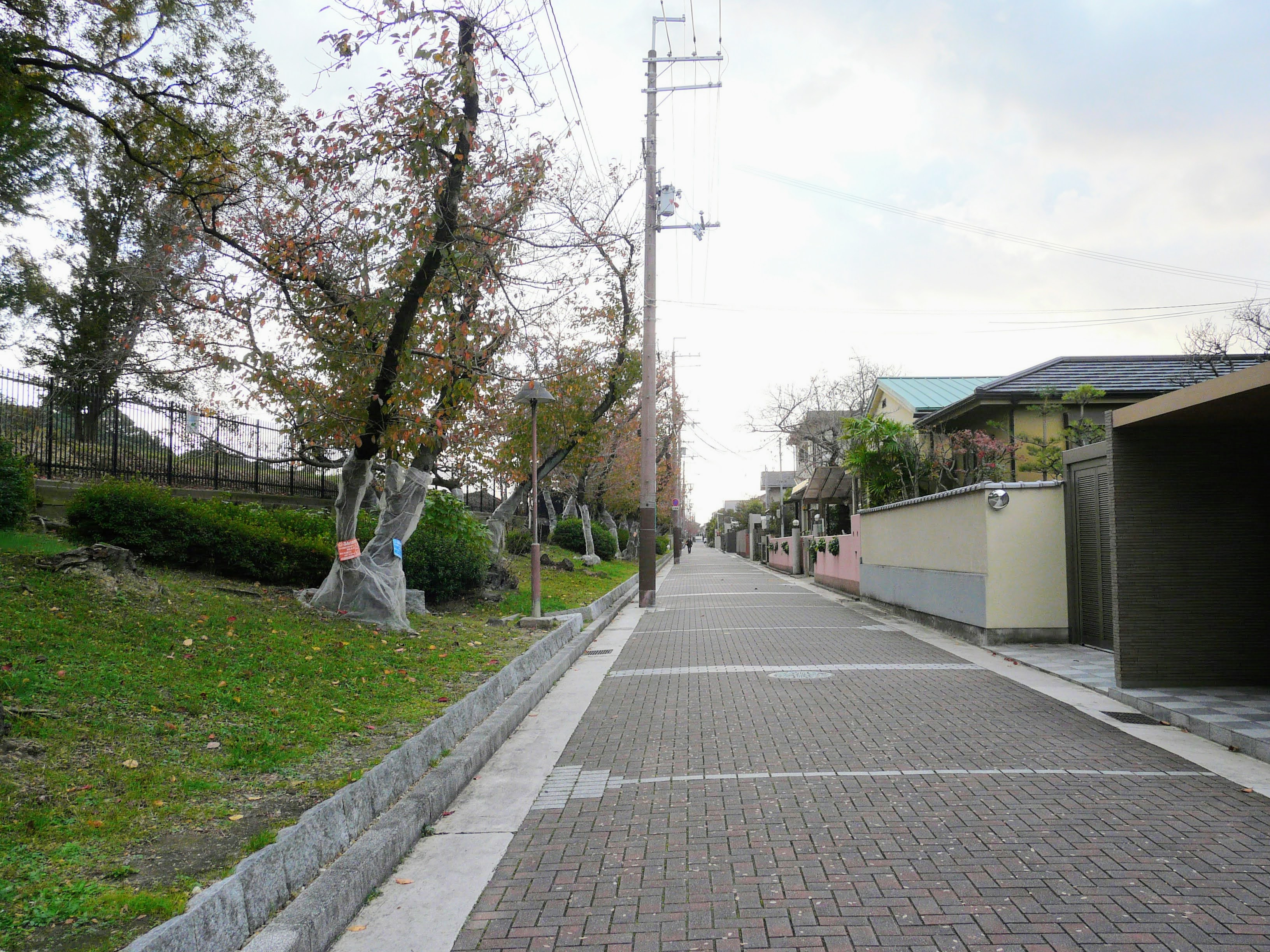
緑ヶ丘公園の前面道路。左は公園。（後円部側から前方部方向）
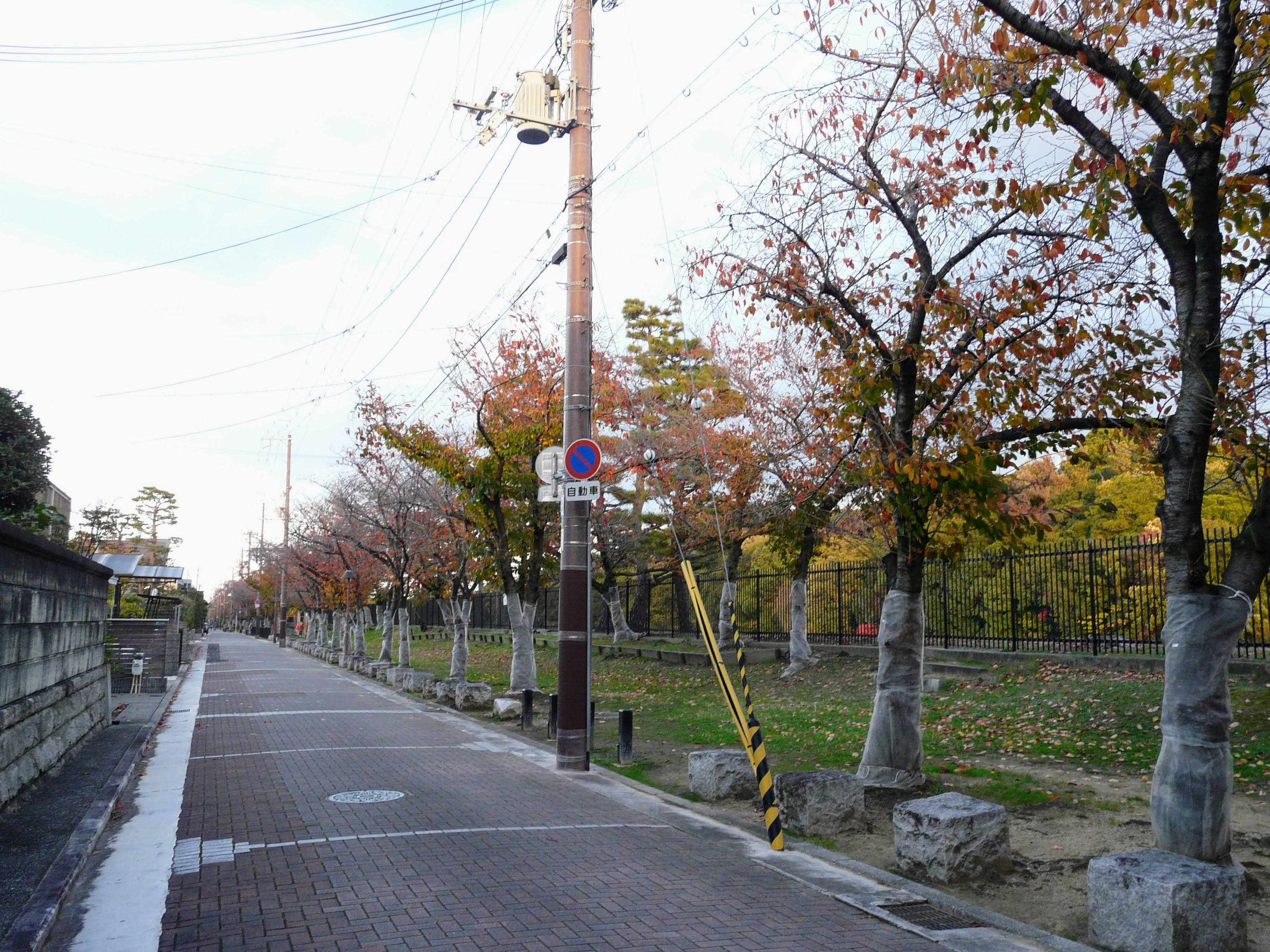
緑ヶ丘公園の前面道路。右は公園。（前方部側から後円部方向）

## 世界遺産
2019年7月6日、第43回世界遺産委員会（バクー）の審議により、登録名称「百舌鳥・古市古墳群－古代日本の墳墓群－」として世界遺産に正式登録された。当古墳は世界遺産「百舌鳥・古市古墳群－古代日本の墳墓群－」を構成する「百舌鳥古墳群」の一部として世界遺産に登録されている。

## 交通アクセス
- JR阪和線上野芝駅 - 履中天皇陵拝所まで、徒歩約6分（500メートル）。
- 南海高野線堺東駅から堀上緑町一丁行き・東山車庫前行きバスで南陵通四丁下車、徒歩5分。